# Leucon nasicoides
Leucon nasicoides är en kräftdjursart som först beskrevs av Henrik Nikolai Krøyer 1841.  Leucon nasicoides ingår i släktet Leucon och familjen Leuconidae. Arten är reproducerande i Sverige. Inga underarter finns listade i Catalogue of Life.

## Bildgalleri

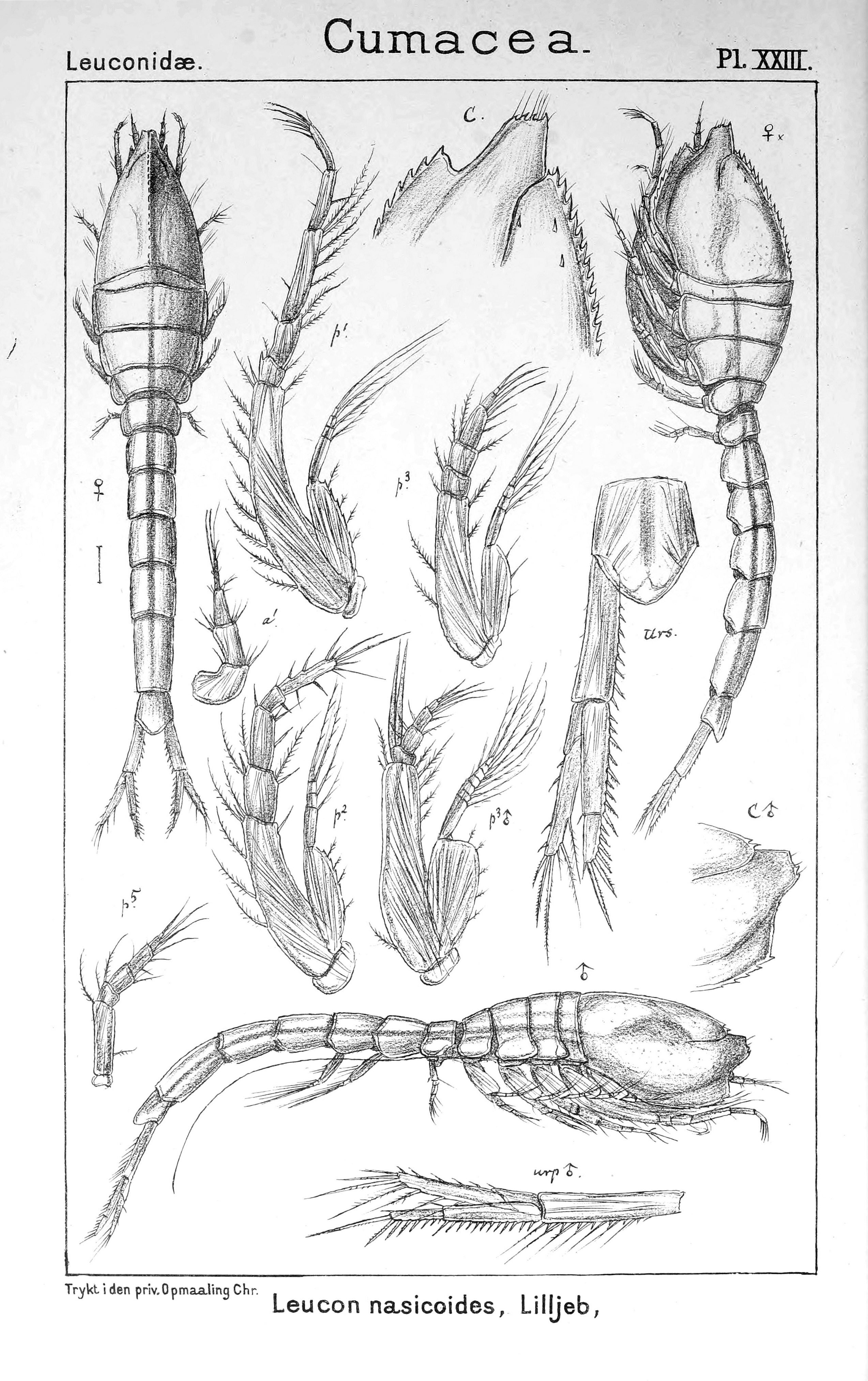